# عامر قیوم
عامر قیوم كان قاتل متسلسل باكستاني قتل 14 رجلاً بلا مأوى في لاهور باكستان.

## السيرة الشخصية
ولد عامر قيوم عام 1981 في باكستان. عندما كان طفلاً تخلى والده عنه وذهب للعيش مع عمه الدكتور شاهد. أظهر قيوم ميولاً عنيفة في سن مبكرة وتم طرده من المدرسة. كما كان إخوته وأخواته يطردونه من منزله بعد أن يضربهم. في 25 سبتمبر 2003 قُتل شهيد وصديقه على أيدي مهاجمين مجهولين. في 28 فبراير 2004 قُبض على مشتبه به يُدعى حافظ عابد لكنه أطلق النار على نفسه وقتل نفسه في سيارة شرطة بعد أن أخذ مسدسًا من شرطي نائم. تسبب مقتل عمه في رغبة قيوم في الانتقام من المجتمع. في الفترة من يونيو إلى يوليو 2005 قتل أمير قيوم 14 رجلاً بلا مأوى بالطوب أو الحجارة وكان يُعرف باسم «قاتل الطوب». تم القبض عليه بعد اعتدائه على رجل بحجر. حُكم عليه بالإعدام في 10 مايو 2006.